# Antonio Discovolo

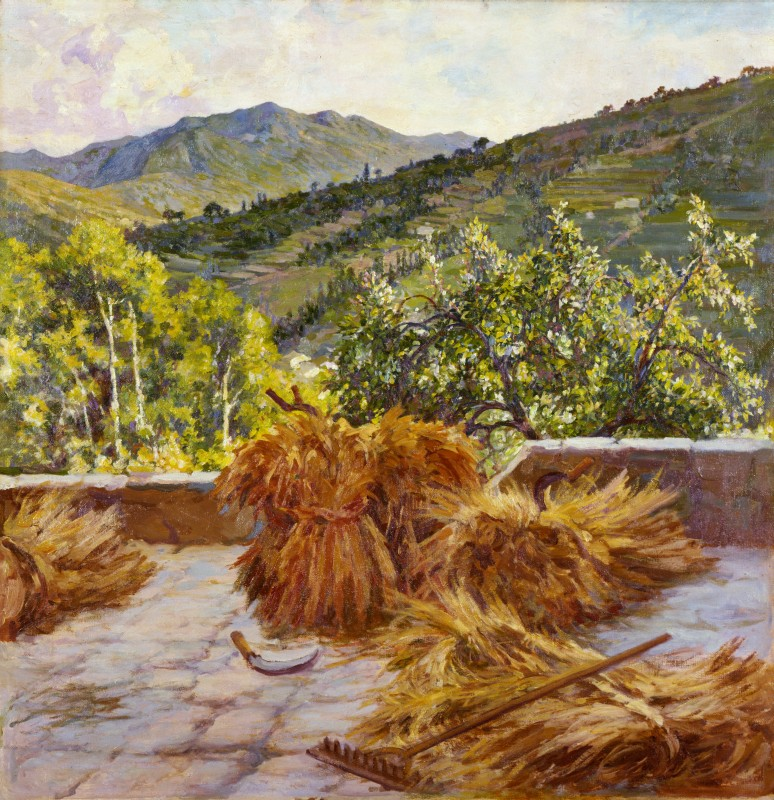
Grano, 1931 (Fondazione Cariplo)

Antonio Discovolo (né en 1874 à Bologne et mort en 1956 à Bonassola), est un peintre italien .

## Biographie
Après des études à l'académie de Florence et à Lucques, de 1891 à 1896, Antonio Discovolo déménage à Rome en 1899 et entre en contact avec Nino Costa et les peintres symbolistes. Sa participation à la Biennale de Venise  commence avec la 5e Esposizione Internazionale d'Arte di Venezia en 1903 et s'est poursuivie par invitation dans pratiquement toutes les éditions jusqu'à la Seconde Guerre mondiale. Il a adopté le style divisioniste dans la première décennie du XXe siècle et a participé à des expositions internationales, tenue à Saint-Louis (1904) et à Milan (1906). Il déménage à Manarola en 1907 puis à Bonassola (La Spezia). Il a été sous l'influence du mouvement Novecento Italiano dans les années 1920 et a tenu pas moins de cinq expositions individuelles à la galerie de Pesaro à Milan entre 1922 et 1938. Son travail après la Seconde Guerre mondiale a été surtout consacré à la représentation de la nature dans la région de Ligurie. Il est mort à Bonassola en 1956. 